# Hunter Gatherer
Hunter Gatherer è l'ottavo album in studio del gruppo musicale svedese Avatar, pubblicato nel 2020.

## Tracce
1. Silence in the Age of Apes – 4:21
2. Colossus – 4:01
3. A Secret Door – 6:06
4. God of Sick Dreams – 3:57
5. Scream Until You Wake – 4:10
6. Child – 5:33
7. Justice – 4:41
8. Gun – 4:31
9. When All but Force Has Failed – 2:48
10. Wormhole – 5:20

## Formazione
- Jonas "Kungen" Jarlsby - chitarra
- John Alfredsson - batteria
- Johannes Eckerström - voce
- Henrik Sandelin - basso, cori
- Tim Öhrström - chitarra, cori